# Bennone (vescovo di Rimini)
Bennone, anche Benno (... – 1242 ca.), è stato un vescovo cattolico italiano.

## Biografia
Canonico di Rimini, fu nominato vescovo della città prima del giugno 1230, come successore di Bonaventura Trissino, che aveva rinunziato al vescovato. Il primo documento che lo menziona è del 6 novembre 1230, quando confermò al capitolo della cattedrale le proprietà e i privilegi goduti.
Poco dopo la sua elezione fu incaricato da papa Gregorio IX di fare intermediario per la composizione delle discordie tra l'arcivescovo di Ravenna e il vescovo di Faenza, intermediazione che lo impegnò almeno fino al 1231.
Nel 1233, quando la contea di Rimini fu restituita al rettore imperiale di Romagna, riuscì a riconvalidare tutti i diritti e i privilegi della Chiesa riminese. Nel 1234 l'abate Pellegrino del monastero di San Gaudenzio di Sinigallia fu incaricato dal vescovo di rendere alcuni beni alla Chiesa di Porto e, quando i cittadini di Senigallia si opposero, Bennone li scomunicò il 25 agosto 1235.
Nel 1237 consacrò l'altare maggiore della chiesa di Santa Maria di Castelvecchio di Savignano sul Rubicone; l'11 settembre 1238 papa Gregorio IX lo incaricò di gestire delle trattative relative ad un monastero di Gubbio. Durante il suo episcopato fu istituito un lebbrosario fuori dalla città di Rimini un ospedale per lebbrose e in questa occasione ricevette la professione dei frati disposti a dedicarsi alla cura dei malati. Sempre in questo periodo si sarebbe fermato a Rimini anche Sant'Antonio di Padova, che vi  avrebbe introdotto il culto del Santissimo Sacramento.
Papa Gregorio IX lo invitò due volte, il 9 agosto e il 15 ottobre 1240, ad intervenire al concilio di Lione I, ma la morte lo colse prima che potesse partecipare, probabilmente nel 1242.